# Maria Nicotra
Maria Nicotra Fiorini Verzotto, née à Catane le 6 juillet 1913 et morte à Padoue le 15 juillet 2007, est une femme politique italienne.
Militante catholique et infirmière durant la Seconde Guerre mondiale, elle est députée démocrate chrétienne à l'Assemblée constituante et pour la première législature.
Épouse de Graziano Verzotto, elle dirige le Syracuse Calcio durant la saison 1975-1976.

## Biographie
Membre d'une famille de la vieille aristocratie syracusaine, fille de Sebastiano Nicotra et Irene Fiorini installés à Catane, Maria Nicotra Fiorini ne poursuit pas ses études après le lycée et est sans profession.
Elle est infirmière bénévole de la Croix-Rouge durant la Seconde Guerre mondiale, ce qui lui vaut la médaille d'or de la valeur civile.
Militante de l’Action catholique dont elle préside la Jeunesse féminine locale de 1940 à 1948, elle adhère à l'ACLI à sa création et siège à la Commission nationale des femmes, puis adhère à la Démocratie chrétienne.
Élue à l'Assemblée constituante pour le collège XXIX (Catane, Messine, Syracuse, Raguse, Enna) avec 22 838 votes de préférence, elle fait ainsi partie des 21 premières femmes députées de l'histoire de l'Italie,. Peu active au Palais Montecitorio, elle poursuit son activisme sociale en faveur de la fondation Casa dello studente, la formation des artisans et l'association pour le don du sang.
Elle est réélue députée lors des premières élections générales de la République italienne avec 44 513 préférences. Présidente de différentes commissions, elle est la seule femme de la commission parlementaire sur les conditions de vie dans les prisons et participe à la Commission d'enquête sur la misère en Italie créée le 12 octobre 1951 qui l'emmène avec la socialiste Giuliana Nenni (en), dans le delta du Pô et en Sicile. Elle contribue également aux débats sur la protection des mères qui travaillent et sur le contrôle de la presse jeunesse.
Au sein de la DC sicilienne, elle rencontre Graziano Verzotto, de dix ans son cadet, et l'épouse en juillet 1949.
Elle échoue de quelques voix aux élections législatives de 1953 et rejoint son mari en Sicile dont elle appuie, financièrement et politiquement, la carrière. Elle poursuit son implication au sein du mouvement féminin de la DC et est élue en 1954 avec Stefania Rossi, déléguée nationale adjointe, sous la présidence d'Elisabetta Conci. Elle préside l'Institut du logement social de Catane de 1960 à 1965.
Elle prend la présidence du club de football ASD Syracuse (1975-1976) — la première femme à la tête d'un club de football — lorsque son mari doit s'exiler au Liban puis à Paris pour échapper à des poursuites judiciaires.
Elle rejoint ensuite son mari à Padoue, où elle décède en juillet 2007.

## Honneurs
- Médaille d'or de la valeur civile, pour son implication comme infirmière durant la Seconde Guerre mondiale
- 2006 : chevalier de la Grand-Croix, pour le soixantième anniversaire de l'Assemblée constituante